# Netylmycyna
Netylmycyna (łac. netilmicinum) – wielofunkcyjny organiczny związek chemiczny, bakteriobójczy antybiotyk aminoglikozydowy, etylowa pochodna sisomycyny.

## Otrzymywanie
Netylmycynę można otrzymać przez etylowanie grupy 1-aminowej sisomycyny. W tym celu grupy aminowe sisomycyny w pozycjach 3, 2' i 6' acetyluje się selektywnie za pomocą bezwodnika octowego w metanolu w obecności trietyloaminy i octanu cynku jako czynnika chelatującego. W zoptymalizowanych warunkach można uzyskać wydajność 96% produktu o czystości 99% (w przypadku prowadzenia reakcji bez dodatku trietyloaminy powstaje znacząca ilość tetraetylosisomycyny). Wydajne etylowanie, bez trudnego do uniknięcia dieetylowania, wolnej grupy aminowej w pozycji 1 osiągnięto, stosując jako czynnik etylujący mieszaninę lodowatego kwasu octowego i borowodorku sodu w dużym nadmiarze, w 40 °C, w chloroformie jako rozpuszczalniku. Wybór tego rozpuszczalnika był kluczowy dla uzyskania dobrej wydajności reakcji – 96%. Ostatnim etapem jest usunięcie acetylowych grup ochronnych, co można osiągnąć za pomocą wodnego roztworu wodorotlenku sodu. Również ta reakcja przebiega wydajnie: 90%.

## Mechanizm działania
Netylmycyna jest antybiotykiem bakteriobójczym z grupy amiglikozydów, półsynteczną pochodną sysomycyny. Podobnie jak inne aminoglikozydy, netylmycyna hamuję syntezę białek bakteryjnych poprzez nieodwracalne wiązanie się z podjednostką 30S rybosomu.

## Zastosowanie
- zakażenia u dorosłych i dzieci[4]:
  - powikłane zakażenia układu moczowego
  - zapalenie płuc
  - sepsa
  - zakażenia skóry i tkanek miękkich
  - zapalenie wsierdzia

W 2016 roku netylmycyna nie była dopuszczona do obrotu w Polsce.

## Działania niepożądane
Netylmycyna może powodować następujące działania niepożądane:
- nefrotoksyczność (1–18% pacjentów),
- ototoksyczność,
- zawroty głowy,
- szumy uszne,
- pogorszenie słuchu w zakresie tonów wysokich.